# Giuseppe Serpotta

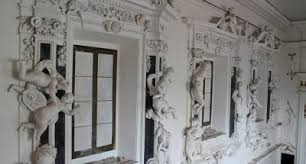
Oratorio di San Mercurio.

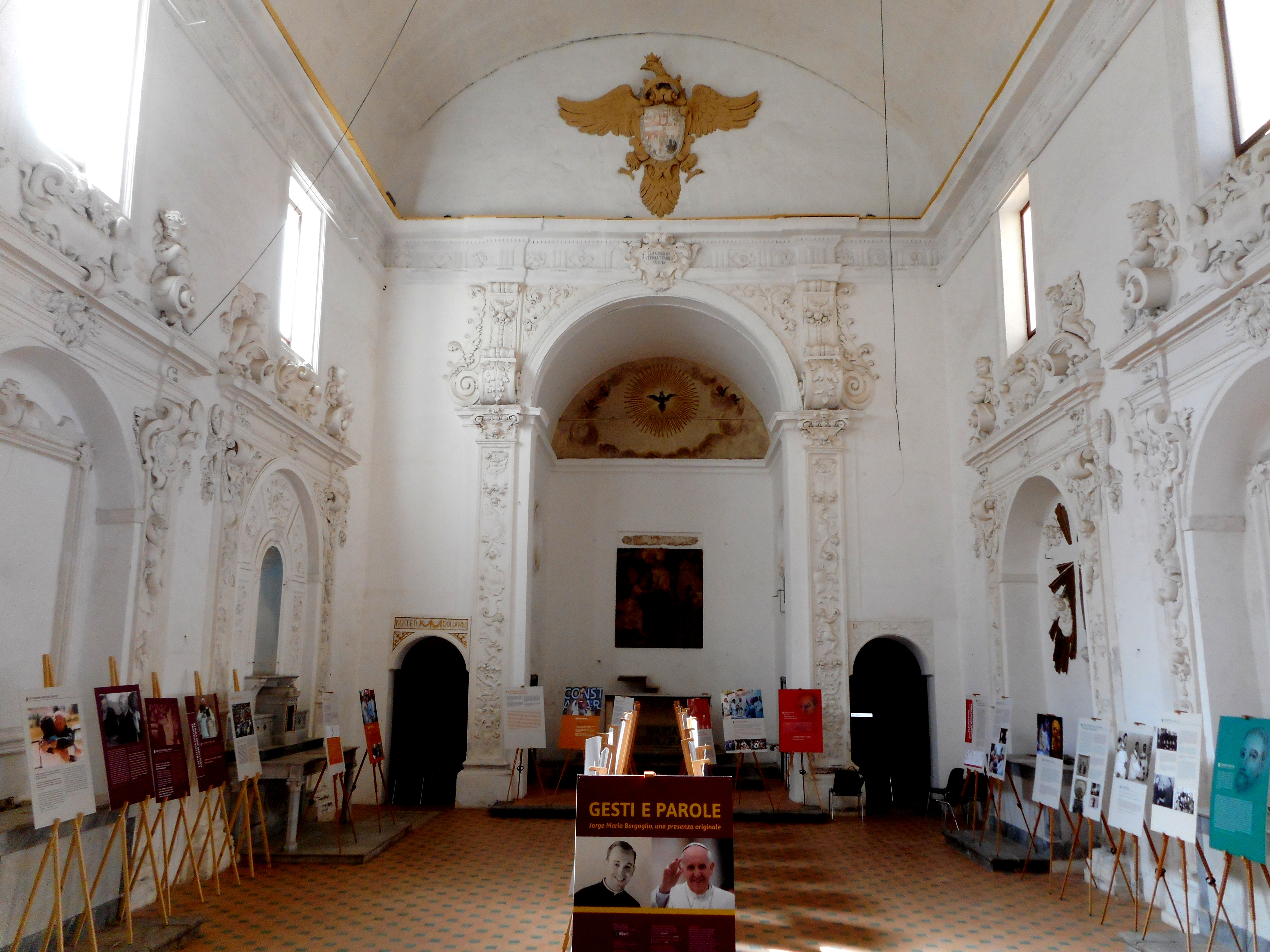
chiesa di Santa Maria dell'Itria.

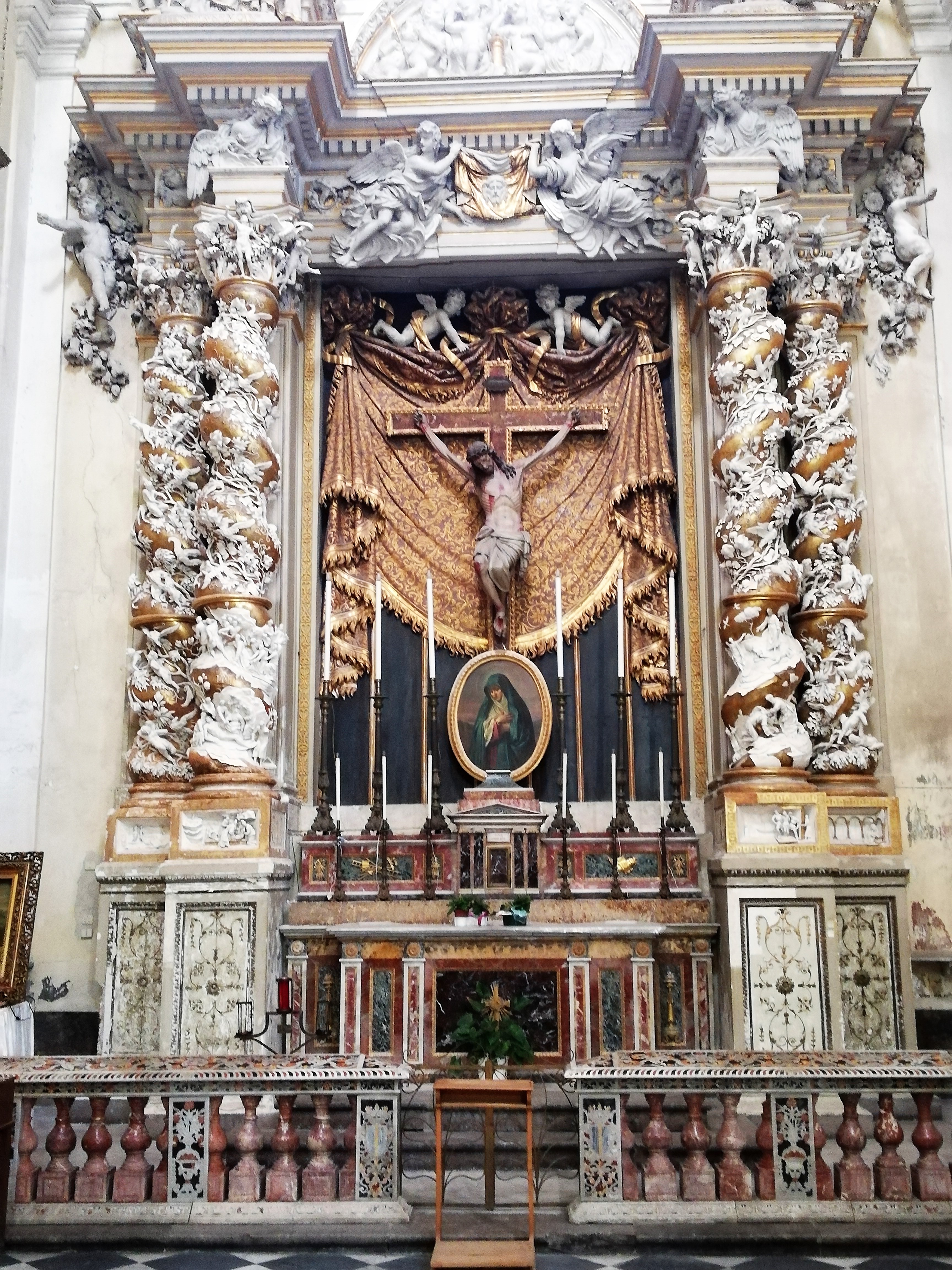
Cappella del Santissimo Crocifisso nel transetto destro della chiesa del Carmine Maggiore.

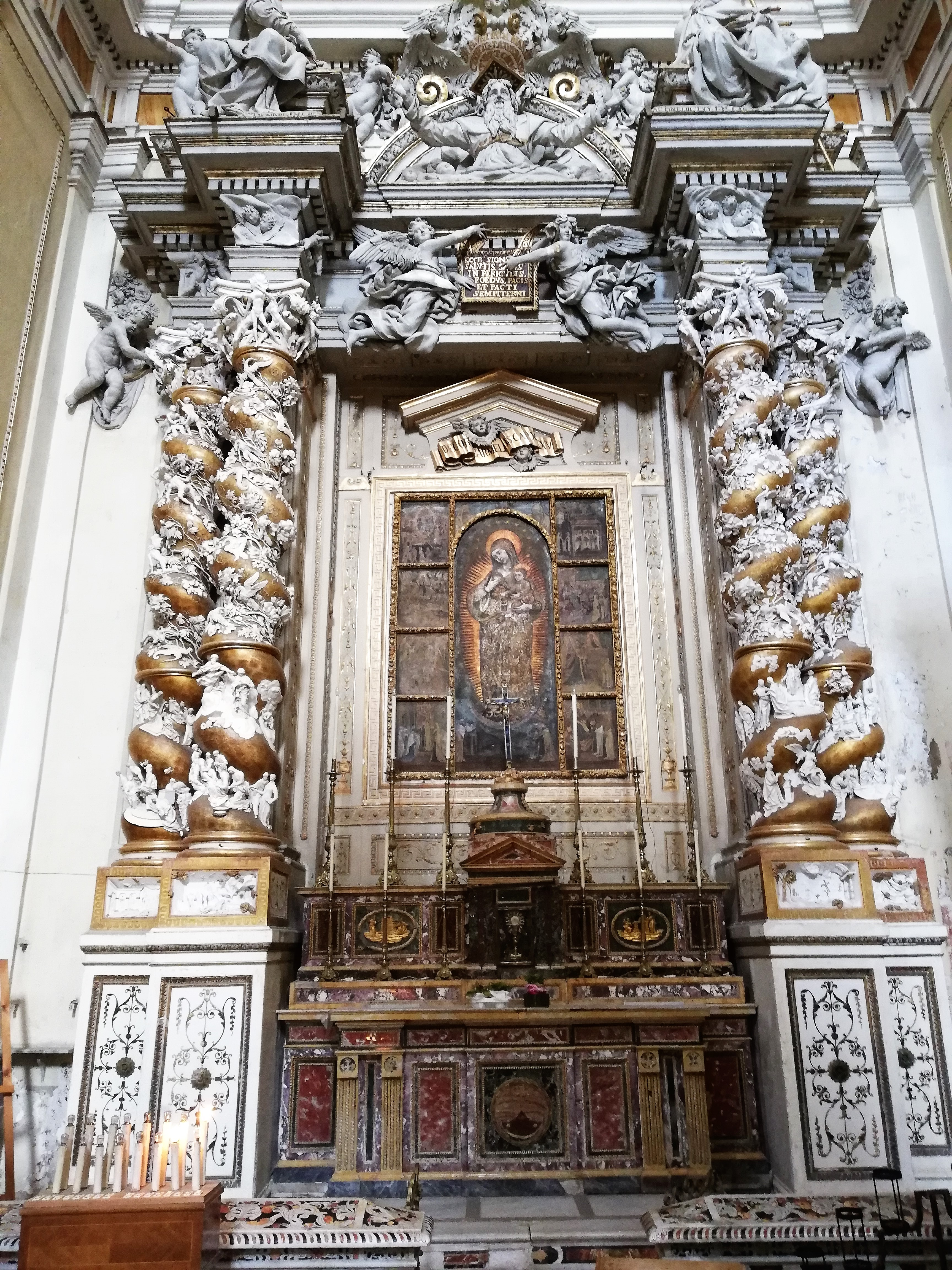
Cappella della Madonna del Carmine nel transetto destro della chiesa del Carmine Maggiore.

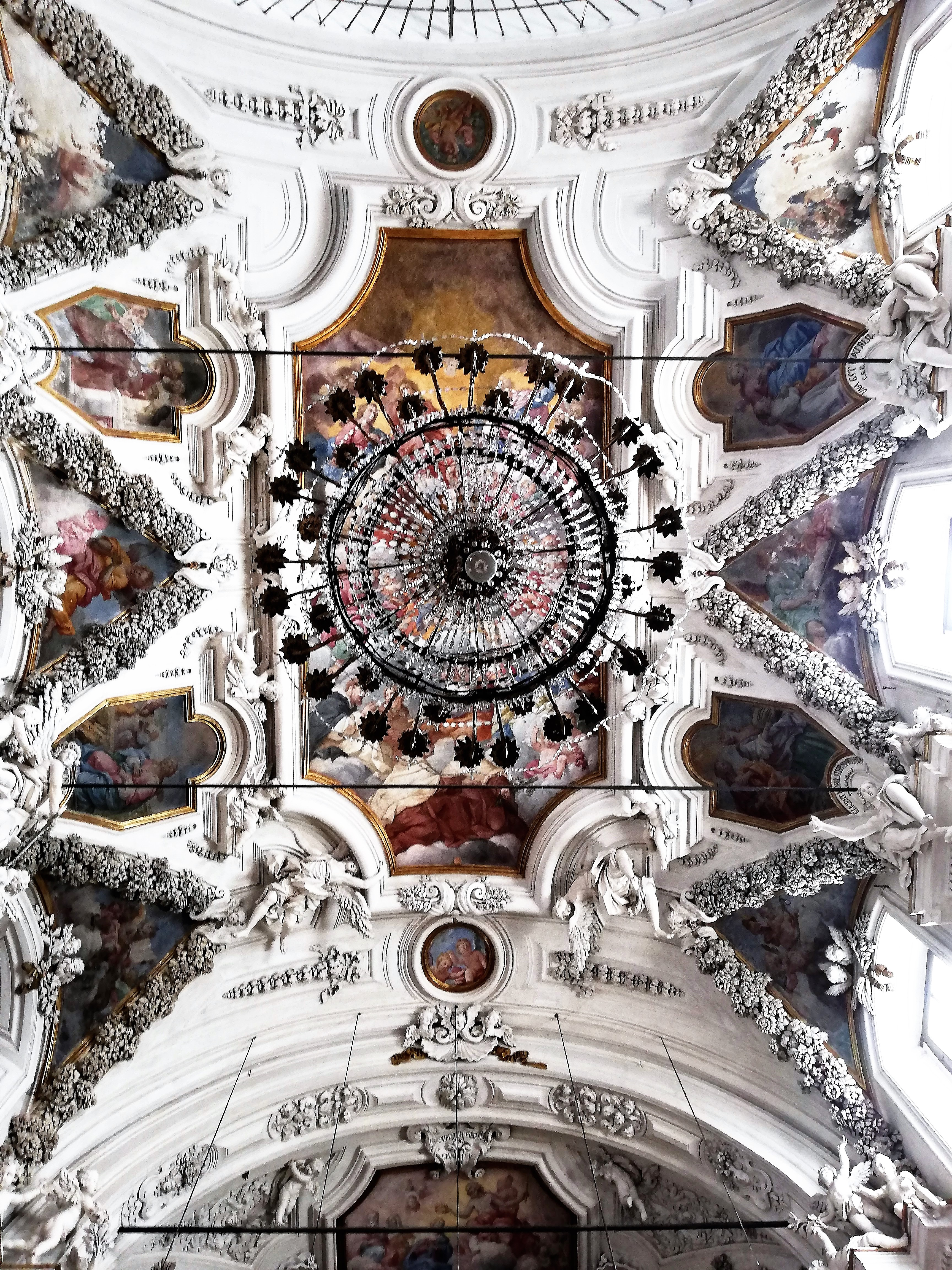
Chiesa dell'Assunta.

Giuseppe Serpotta (Palermo, 1653 – Palermo, 1719) è stato uno scultore e stuccatore italiano.

## Biografia
Fratello maggiore di Giacomo Serpotta, anch'egli scultore e plastificatore in stucco, prevalentemente attivo a Palermo.

## Opere

### Palermo e provincia

#### Palermo
- 1678, Ciclo, apparato decorativo in stucco realizzato con la collaborazione di soci nel transetto della chiesa del Gesù di Casa Professa.
- 1678, Ciclo, apparato decorativo in stucco realizzato con la collaborazione del fratello Giacomo Serpotta nel sottarco d'ingresso alla Cappella di San Francesco Borgia nella chiesa del Gesù di Casa Professa.
- 1678 - 1679, Ciclo, apparato decorativo comprendente fregi e manufatti in stucco alle finestre, collaborazione in attività intrapresa dal fratello Giacomo durata l'arco di un triennio, opere presenti nell'Oratorio di San Mercurio adiacente alla chiesa di San Giovanni degli Eremiti.
- 1681, Ciclo, apparato decorativo in stucco del cappellone realizzato con la collaborazione del fratello Giacomo su progetto dell'architetto Paolo Amato - in seguito rimaneggiato - opere documentate nella chiesa di San Giorgio dei Genovesi.
- 1682, Ciclo, apparato decorativo in stucco, opere presenti nella chiesa di Santa Maria dell'Itria.
- Chiesa del Carmine Maggiore:
  - 1684, Cappella della Madonna del Carmine, braccio transetto sinistro, altare costituito da coppie di colonne tortili che riportano nella parte superiore ornamenti in stucco di fiori, fogliame e figure umane, nella parte inferiore delle scene bibliche della vita della Vergine Maria. In alto la statua di Dio Padre in mezzo a Papa Dionisio con la croce in mano e Papa Benedetto V con la tiara;
  - 1684, Cappella del Santissimo Crocifisso, braccio transetto destro, il manufatto è uguale nella struttura è uguale al precedente, nella parte inferiore reca delle scene bibliche della Passione di Gesù. In alto le statue di Papa Telesforo che tiene in mano un calice e Papa Zaccaria. Opere realizzate con la collaborazione del fratello Giacomo.
- 1700, Ciclo, apparato decorativo in stucco comprendente statue allegoriche, e decorazioni, manufatti in stucco realizzati con la collaborazione di Procopio Serpotta raffiguranti Fede, Carità, Misericordia, Sapienza Divina, Fortezza, i medaglioni di San Pietro e San Paolo, i Teatrini illustranti scene di vita di Santa Teresa d'Avila, la Gloria del Padre nel cappellone, il gruppo scultoreo della Vergine Maria, Santa Maria Maddalena, San Giovanni Apostolo ai piedi del Crocifisso, opere presenti nella chiesa dell'Assunta.
- 1701, Ciclo, apparato decorativo in stucco, opere presenti nell'Oratorio di San Giuseppe dei Falegnami.
- 1702, Ciclo, apparato decorativo in stucco, manufatti in stucco realizzati in collaborazione con Procopio Serpotta, opere presenti nella chiesa di Santa Teresa alla Kalsa.
- 1708, Ciclo, apparato decorativo in stucco della Cappella di San Gaetano e volta del transetto sinistro, opere presenti nella chiesa di San Giuseppe dei Teatini.
- 1708, Ciclo, apparato decorativo in stucco realizzato con la collaborazione di Giacomo Serpotta e Procopio Serpotta, opere presenti nella chiesa di Santa Maria della Pietà.

#### Bisacquino
- 1679, Ciclo, apparato decorativo in stucchi del cappellone, attività svolta con la collaborazione del fratello Giacomo su progetto dell'architetto Andrea Cirrincione, opere documentate nel duomo di San Giovanni Battista.

### Enna e provincia
- 1696, Ciclo, apparato decorativo in stucco, opera commissionata ma portata a compimento da Giovanni Battista Berna da Tusa, interni del Santuario del Santissimo Crocifisso di Papardura di Enna.

## Galleria d'immagini

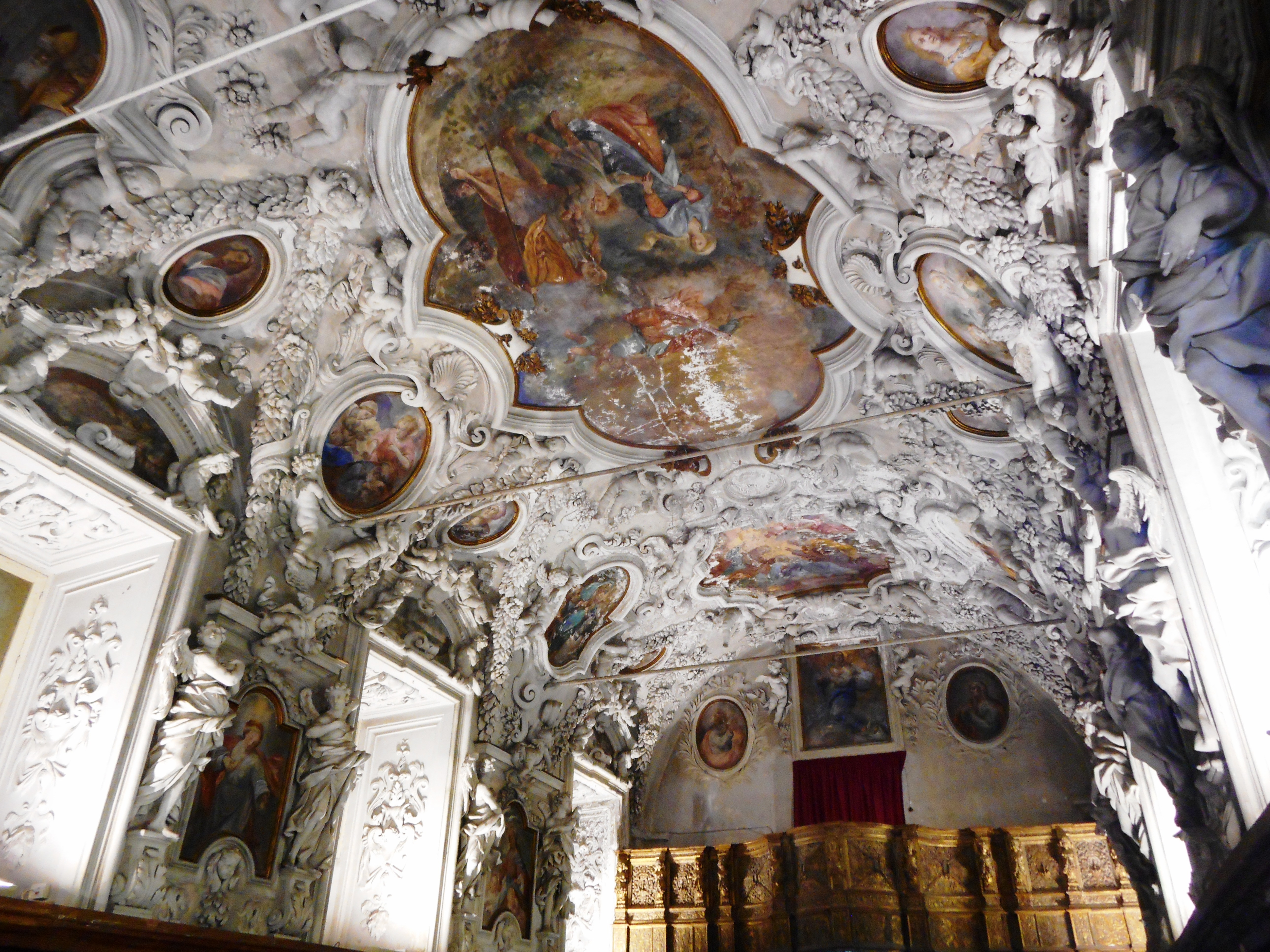
Oratorio di San Giuseppe dei Falegnami
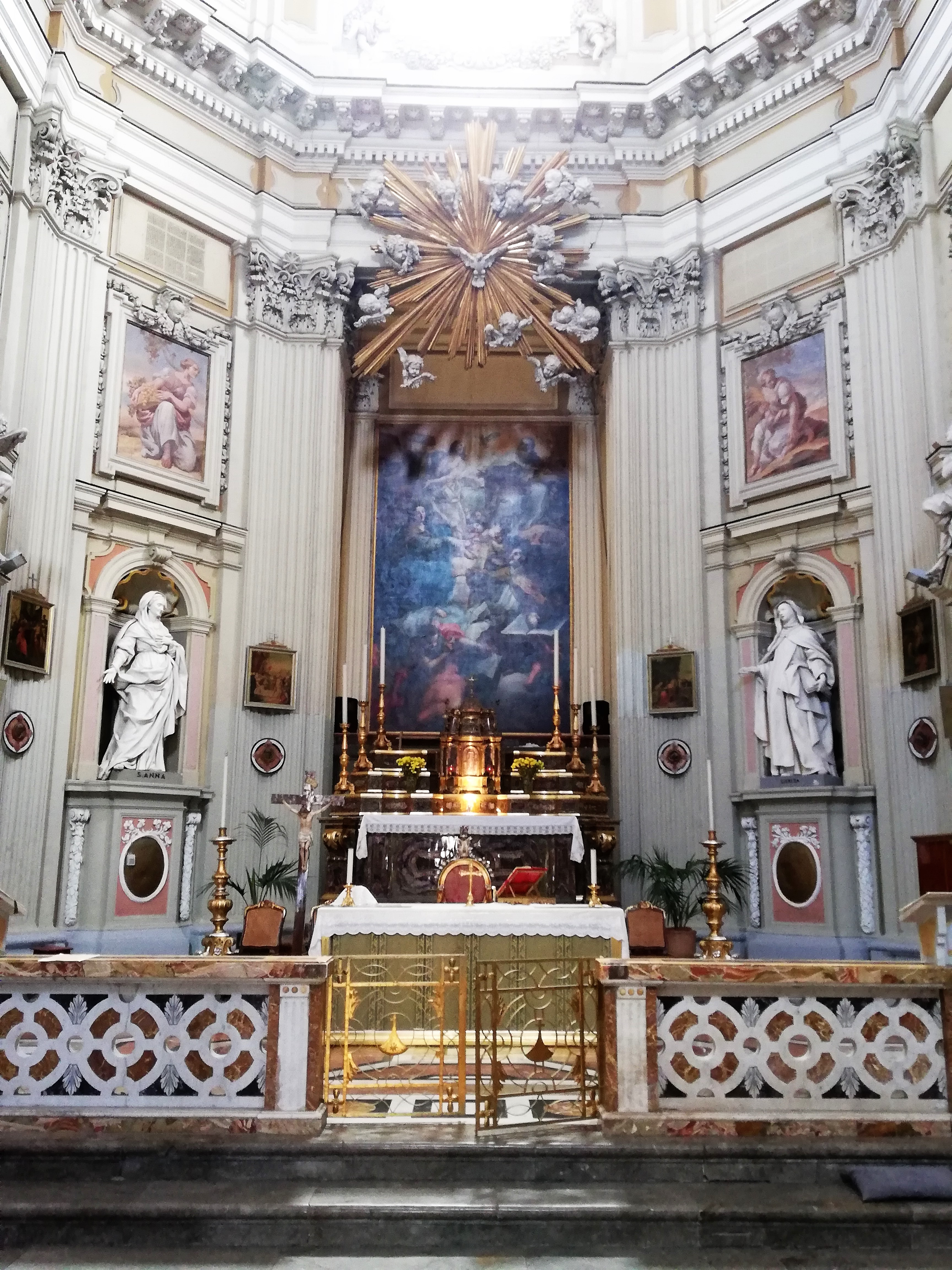
Chiesa di Santa Teresa alla Kalsa
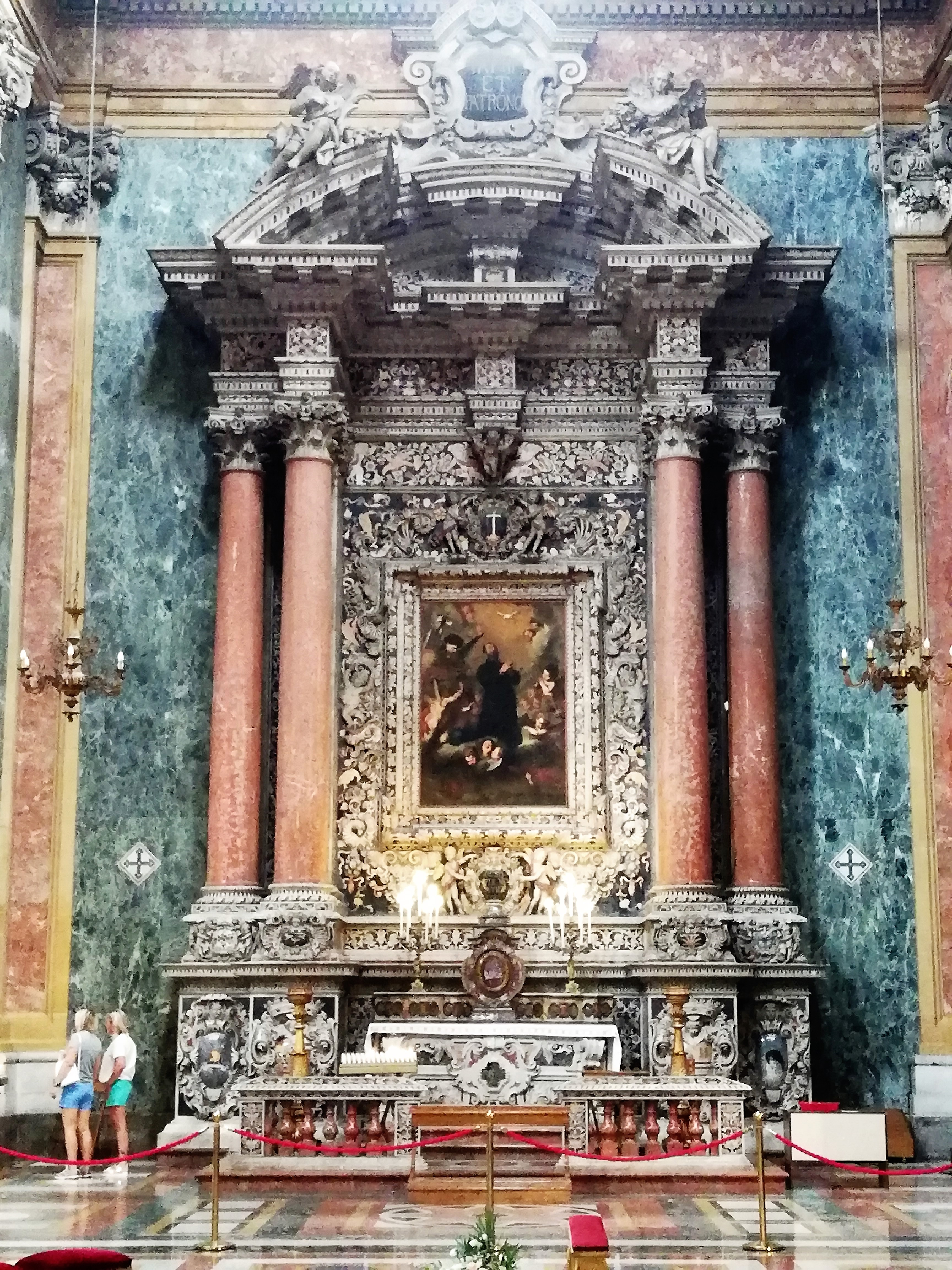
Chiesa di San Giuseppe dei Teatini
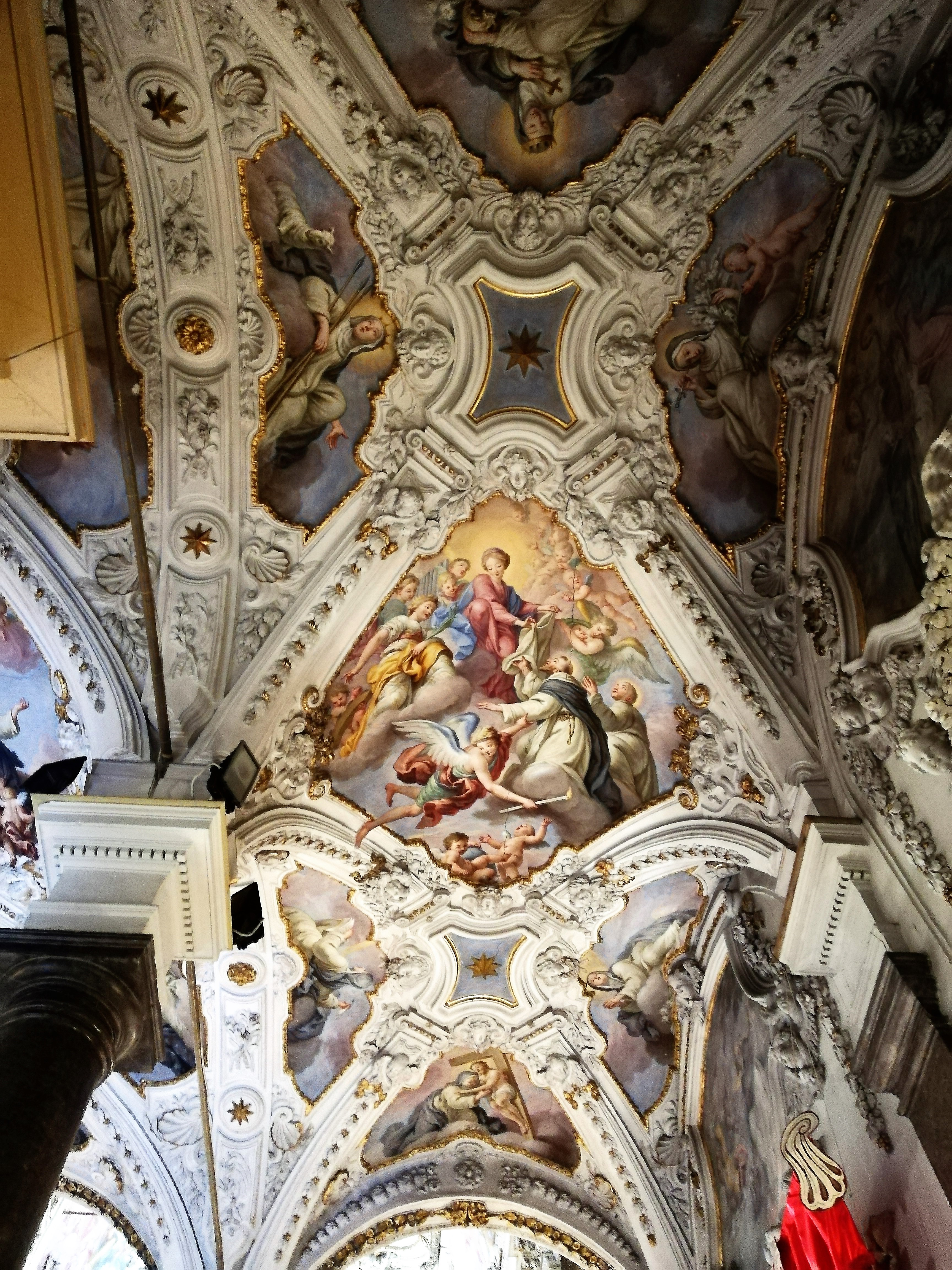
Chiesa di Santa Maria della Pietà